# The Bohemian Girl (film, 1936)
The Bohemian Girl is een Amerikaanse film uit 1936 onder regie van James W. Horne en Charley Rogers. De film is gebaseerd op de gelijknamige opera van Michael William Balfe. De film was Thelma Todds laatste film voor haar mysterieuze dood.

## Verhaal
Laurel en Hardy spelen zigeuners die in de achttiende eeuw in Oostenrijk wonen. Als Olivers vrouw een meisje ontvoert en er vervolgens vandoor gaat met haar minnaar, blijft Oliver achter bij het meisje. Hij voedt haar op, maar als ze volwassen is, belandt ze in de gevangenis. Oliver en Stanley zullen er alles aan moeten doen het meisje te bevrijden.

## Rolverdeling
| Acteur           | Personage     |
| ---------------- | ------------- |
| Stan Laurel      | Stanley       |
| Oliver Hardy     | Oliver        |
| Thelma Todd      | Het Meisje    |
| Antonio Moreno   | Devilshoof    |
| Darla Hood       | Arline (kind) |
| Julie Bishop     | Arlene        |
| Mae Busch        | Mevrouw Hardy |
| James Finlayson  | Kapitein Finn |
| Paulette Goddard | Zigeuner      |